# Pasar Baru (Curup)
Pasar Baru is een bestuurslaag in het regentschap Rejang Lebong van de provincie Bengkulu, Indonesië. Pasar Baru telt 1312 inwoners (volkstelling 2010).